# 播磨拳児
播磨 拳児（はりま けんじ）は、小林尽の漫画『スクールランブル』や、テレビアニメ『スクールランブル』などの派生作品に登場する架空の人物。アニメの声優は高橋広樹。その他の人物についてはスクールランブルの登場人物を参照。

## プロフィール
- 身長：180cm→181cm
- 体重：79kg
- 血液型：O型
- 年齢：16歳→17歳→？
- 誕生日：12月1日
- 星座：射手座
- 学校：矢神学院高等学校
- クラス：2年C組
- 尊敬する人物：五島玄海
- サバイバルゲームでの使用武器：M16（m203付き）
- 特技：喧嘩
- 弱点：勉強
- 好きな食べ物：カレーライス
- 嫌いな食べ物：甘いもの、海老、貝類（ただしカキはOK）
- 成績（上から龍→ライオン→象→亀）
  - 現国：亀
  - 古典：亀
  - 数学：亀
  - 化学：亀
  - 物理：亀
  - 世界史：亀
  - 英語：亀
  - 美術：ライオン
  - 保体：象

## 人物

### 「スクールランブル」における播磨
塚本天満と並ぶ本編のもう一人の主人公である。
サングラスと諸葛孔明風のヒゲ、カチューシャそして1本だけはねた髪が特徴。だが、一時期ハゲになったり、別な髪型になったり、長期間ヒゲがなくなったりとその風貌は変わりやすい。素顔は切れ長な目をした男前な顔である。
見た目通り性格はやや粗暴で、勘違いによる暴走が多い。しかし、義理堅く意識していない他者に対しても特に下心を持たず接する事の出来る優しい一面も持つ。また、意外に繊細な一面もあり、特に天満が絡んだ事例ではその性格が顕著に表れる（後述）。こういった部分もあることを知っているからか、播磨の担任である谷速人は、たとえ同僚達が播磨に対して偏見を持ったり、悪く評価したりしても、他の生徒と同様に扱ってくれており、播磨もまた谷には信頼を寄せている。
運動能力はかなり高く、喧嘩の実力は少林寺拳法全国大会出場者の花井にもまったく引けを取らない。必殺技は播拳蹴（ハリケーンキック）・播拳龍襲（ハリケーンドラゴン）。また、車にはねられてもたいした怪我を負わないほど、身体も丈夫である。握力も強く、天満の１日体験教師の際には騒がしい小学生への忠告として分厚い漫画雑誌を真っ二つに千切るという荒業をやって見せた。
辛い食べ物や不味い食べ物に対して強く、ある程度耐えられる。酒には弱いが、嫌いなわけではなく、時々飲んでいるようである。
学校の成績は悪く、留年しかけていたのを特別措置で免れたほどであるが、勉強しさえすればそれなりにはできるようである。歴史には強いようで、日本の武将だけでなく中国や欧州の人物についてもかなり詳しい。また、大の時代劇好きであり、「三匹が斬られる!」とその主人公万石を演じる役舎丸広事のファンである。
一人称は「俺」である。呼称は天満が「播磨君」（ただし談講社内では「ハリオ君」）、沢近が「ヒゲ」（ただし人前では「播磨君」）、八雲が「播磨さん」（ただし人前では「播磨先輩」）、周防・花井・今鳥が「播磨」、高野が「播磨君」、吉田山が「播磨さん」（ただし、心の中では「播磨」）、刑部・笹倉が「拳児君」、姉ヶ崎が「ハリオ」、三井が「田沢君」、五島玄海が「小僧」、鬼哭丸のクルーが「ポンチ絵」、修治が「兄貴」または「兄ちゃん」。基本的にクラスの女子は「播磨君」と呼ぶ。男子も当初は「播磨君」と呼んでいたが、本人が丸くなるにつれて「播磨」と呼び捨てるようになってきている。
今までに女子と付き合ったことはないが、ファーストキスは刑部と経験済みである。他に、ある時から動物になつかれるようになり、本人もまんざらではないようである。なついた動物たちには、ピョートル、ナポレオンなど、歴史上の優れた人物の名前をつけている。彼のサングラスに隠れた素顔を知っているのは、天満、沢近、周防、刑部、笹倉、姉ヶ崎の6人である。恨みなどは根に持ちやすいが、人から受けた恩もきちんと返す性格で、一部の人間からはそのことを認められている。

#### 生い立ち
中学時代は札付きの不良で、自分の将来について考えたことなどなく、ただ漠然と喧嘩に明け暮れる日々を過ごしていた。時にはヤクザやナイフ等の凶器を持っている者、さらには複数の相手にも恐れる事無く挑んでいた。従姉である刑部絃子曰く「『俺は俺だけのモンだ』なんて独りで尖っていたヤツ」であったらしい。
当時から既に実家を離れ、アパートで一人暮らしをしていた。
そんな中で迎えた15歳初冬のある日、当時はまったくの見ず知らずであった塚本天満に絡んでいたヤクザに喧嘩を吹っかけ、結果的に天満を助けることになるも誤解を受けてしまう。しかし、この出会いが彼の後の人生を大きく変えていくことになる。

#### 高校生活
高校2年に上がる当初は先生により留年の烙印を押されてしまうが、特例によって2-Cのクラスに入ることが出来た（アニメ版では職員室にて先生たちに必死にお願いしクラス入りした）。1度家を飛び出した手前帰るに帰れず、刑部に拾われて彼女の住むマンションに家賃折半で身を寄せている。そのためか、刑部には未だに頭が上がらない。合鍵を所持していないため刑部が家を留守にすると中に入れなくなる。また、教師と生徒という立場上、二人が従姉弟同士で同居しているということは秘密にしており、知っているのは八雲、天満くらいである。両親からの仕送りはなく、普段はアルバイトをして生計を立てているが、金欠に陥ることもしばしばで、水だけで空腹をしのぐことさえある。両親とは全く会っていないが、弟の修治とは時々会っている。自炊はしておらず、刑部もめったにつくってくれないため、偏食になりがちである。学校へはバイクで通学している。後に事故により破損し、現在のバイクは刑部のものを借りている。携帯電話も一応所持しているが、交友関係が狭いため、番号を知っている者はほとんどいない（しかし何故か高野は知っている）。
初めての失恋で打ちのめされた際に「ハリマ☆ハリオ」というペンネームで漫画を描き始め、持ち込みもするようになり、達成感を覚えていく。才能はそれなりにあったようで、八雲の助言や手伝い（後述）のおかげもあって、週刊ジンガマ新人賞佳作を受賞する。さらには編集長の目にも留まり、三学期終盤には週刊連載を始めるまでになっており、当面はこのまま漫画家としてやっていく見通しを立てている。播磨の描く漫画にはいつも播磨似のキャラクターと天満似のキャラクターが登場する。また、漫画を描いていることは周囲には秘密にしていたが、次第にその事実を知る者が増えてきている。
人付き合いが苦手なのと、一匹狼な不良として恐れられているため人間関係は良好とはいえず、周りの人間とはただ行動を共にしているだけで、なかなかなじめずに孤立する事が多かった。その為、友達と呼べるのは塚本天満、周防美琴、高野晶、沢近愛理、塚本八雲、花井春樹、今鳥恭介くらいのもので、比較的行動を一緒にする吉田山次郎や麻生広義に至っては名前すら覚えていない有り様だった。それでも三学期に入るあたりから知り合いも増えてきているようであるが、その分扱いもだんだん軽くなってきている。他の不良と絡むことはほとんどなくなっており、学ランの下に制服以外の服を着込むようなあからさまな校則違反も少なくなってきている。花井とは喧嘩になることが多々あるが、ある意味似たもの同士でもあり、利害が一致しさえすれば行動を共にすることもある。これに今鳥や東郷雅一も入れた4人で集まる機会も増えている。この他、茶道部にも時々出入りしている。また、事の成り行き上、なぜか塚本姉妹、沢近、周防、姉ヶ崎など異性の家に泊まることになる場合が多い。

#### 天満への片想い
中学時代、ある事件（前述）をきっかけに塚本天満に恋心を抱き、同じ高校に入ることを決意する。しかし、この時に誤解から「変態さん」扱いを受けてしまったため、別人になるために髭とサングラスで誤魔化した。天満はこの出来事を現在も断片的に覚えているようで、天満に素顔を見られて正体がバレてしまいそうになることも何度かあった。また、この時に背中にできた切り傷は現在も残っている。本人曰く「愛のメモリー」。天満と同じクラスになってからは、授業はおろか掃除やホームルームなどにもきちんと参加している。さらに文化祭の準備では率先して働いていたり、修学旅行委員を引き受けたりといったクラスの中に入っていくような行動も見られる。性格も当初よりかなり丸くなってきており、不良という立場から徐々に更生しつつある。座席は天満と隣同士である。
基本的に恐ろしく前向きなため、根拠もなく「天満ちゃんは俺のことを意識している」といった思考に陥りがちであるが、その反面、失恋に対するショックも相当なもので、その度に家出したり、マグロ漁船に乗船したりといった奇怪な行動に走る。そのため天満の想い人である烏丸大路のことは当然憎く思っているが、天満以外の事では気が合う部分が多い。したがって、たとえ相手が烏丸であっても恩をあだで返すことはなく、さらには敵に塩を送ってしまうことさえある。天満に目をつけているほかの男子にも当然容赦はなく、「塚本」という名前を聞いただけで過剰に反応する。さらに、「播磨アイ」を発動させることで、天満を実際よりも数段美化して見ることができる。ただ、人格面などを自分の中で勝手に理想化しているわけではなく、短所も含めた現実のままの天満に対しての好意をきちんと持っている。まだ片想いであるにもかかわらず、頭の中ではすでに天満と結婚することまで考えているようである。天満の烏丸への好意を思い知らされてあきらめようとすることも何度となくあるが、結局は吹っ切ることができず天満一筋であり続けている。
恋愛経験がないためか当初はいざ天満を前にすると緊張してほとんど何もできない状態が続いていたが、趣味など様々な面で似たもの同士であることが明らかになっていき、一番仲の良い男友達としての地位が築かれていく。その中で何度か天満への告白を試みるも、間違えて沢近に告白したり、ラブレターと間違えて退学届を天満に渡したりしてしまうなど、すべて失敗に終わっている。一方天満にはその間好意を持っていることにはまったく気づかれておらず、むしろ勘違いからおかしな方向に話を進められてしまうことも多々ある（後述）。さらに、天満以外でも播磨の天満に対する好意を知る者は数少ない。ゆえに、天満からは恋愛対象としてはではなく、信頼できる友達として見られており、それゆえに天満が大事にしている妹や親友の彼氏としての信任を得たり、デートという名の下で恋愛相談に引っ張り出されたりといった皮肉な部分さえある。播磨自身が自分の気持ち以上に天満のことを最優先に考える性格でもあり、播磨自身のチャンスと思われた場面をことごとく天満のために行動し、天満の最終的な決断のための一番の助力を行うことになる。

#### 天満以外との関係
天満しか見えていない播磨にとって他の女子と接近することなど皆無なはずであるが、なぜか様々な要因が重なってそういった状況に陥ることが多々ある。
クラスメイトの沢近愛理とは、とある事件（前述）以来何かと絡むことが多いが、そのときの負い目もあってか少々苦手に思っているようである。事あるごとに口喧嘩をしたり衝突したりしている。逆に、それによって周囲からその関係を誤解され、カップル同然に扱われることもしばしばある。そういった状況は「天満バカ一代」の播磨からすれば迷惑以外の何物でもないが、真っ直ぐで義理堅い性格もあって何かと手助けをしてしまうことが多く、本人の意思とは裏腹に、播磨の男気あふれる部分が発揮されるのは、ほとんどが天満ではなく沢近と一緒にいるときである。それらの出来事を通してその距離は少しずつ縮まってきており、播磨の苦手意識も解消されつつあり、友人の中では比較的気軽に話せる状態になっている。播磨がニックネーム（「お嬢」）で呼ぶ数少ない女子の一人である。
また、ふとしたことから塚本八雲に漫画を描いていることを知られてしまい、それ以来アシスタント兼専属編集としてたびたび手伝ってもらうことになる。このことは二人だけの秘密としてしばらくの間共有されることになるが、播磨の無意識な爆弾発言などが原因で、沢近たちからその関係を誤解されることになり、ついには天満からもカップルとして公認されてしまう。実際のところは友人ランク1位といった間柄で、播磨自身は八雲のことを意識していないためか本音で話せる仲であり、播磨が頼りにできる貴重な存在でもある。ただ、逆に気兼ねがなさすぎて本人も気が付かないうちにとんでもない言動を繰り返すこともあり、その距離は恐ろしいくらいに近いところまで縮まっていくことになる。こちらも播磨がニックネーム（「妹さん」）で呼ぶ数少ない女子の一人である。
このように、沢近、八雲といった校内でも1、2を争う美少女から好意を抱かれるという立場にあるが、当の本人は全く気がついていない。他にも保健医の姉ヶ崎妙やマグロ漁船で一緒になった大谷鰯に気に入られるなど、男女問わず意外とモテる。ただ、男である大谷ははなから対象外、姉ヶ崎には半分遊ばれていてただその言動に焦らされるばかりである。八雲や沢近も播磨からすれば女の子であるという認識はあり、決して無下にはできないようだが、やはり天満一筋なために恋愛感情を抱くところに至る気配は見せておらず、比較的仲の良い友達と言ったところに留まっている。
社会人となった後日談では沢近との関係が進展しており、恋人同士にはなっていないものの、お互い異性として強く意識する様子がうかがえる。

### 外伝「スクールランブルZ」における播磨
本編とリンクしている可能性があるもののみを時系列順に紹介する。
- 小学生時代から気性は荒かったが同時に義理堅い性格もすでに持ち合わせていた。この頃は両親が家にいないことが多く、修治に対してはよく世話を焼いていたようである。また、ちょうどこの時期に天満と八雲に偶然出会っており、のちの八雲の人格形成に影響する出来事が起こっているが、それが天満や八雲のことであったことを知るのはかなりの歳月が過ぎてからのこととなる。
- 高校時代も終盤になると沢近との距離がある程度近づいたせいか、たびたび借金をするようになる。また、八雲との漫画家・アシスタントの関係も続いている。
- 高校を卒業する頃には沢近と行動する機会が増えており、卒業式では沢近との間に子供を儲けることを暗示する未来像が描かれている。
- 高校卒業後もしばらくは八雲やサラ・アディエマスとの共同生活を続けている様子である。

### アニメ「スクールランブル三学期」における播磨
高校二年生の末、天満をアメリカに送り出して間もなく姿を消す。そして月日がたったのち、原作と同様、アメリカで天満達と再会する。

## 人気投票
いずれも週刊少年マガジン誌上にて実施された。
| 大会名                    | 実施時期   | 発表 | 順位 | 得票率 | 備考                     |
| ------------------------- | ---------- | ---- | ---- | ------ | ------------------------ |
| 第1回キャラクター人気投票 | 2003年9月  | 12月 | 2位  | 約17％ | 男性キャラクター中1位    |
| 第2回キャラクター人気投票 | 2004年6月  | 9月  | 1位  | 19.8％ | 初優勝                   |
| 第3回キャラクター人気投票 | 2005年10月 | 11月 | 3位  | 12.7％ | 男性キャラクター中1位    |
| 第1回カップル選手権       | 2004年6月  | 9月  | 1位  | 35.6％ | 沢近愛理とのカップリング |
| 第1回カップル選手権       | 2004年6月  | 9月  | 2位  | 28.2％ | 塚本八雲とのカップリング |
| 第1回カップル選手権       | 2004年6月  | 9月  | 3位  | 22.6％ | 塚本天満とのカップリング |

## 音楽

### イメージミニアルバム
アニメ『スクールランブル』の放送にあわせて発売されたイメージミニアルバムの第8弾『播磨拳児』（2005年5月25日発売）がこれにあたる。発売元はスターチャイルド。収録時間は42分。CDコードは初回盤がKICA-9676、通常盤がKICA-676。ジャケットは小林尽書き下ろしによる播磨のイラスト。初回盤の特典はオリジナルキャンパスミニトートバッグ封入。主な構成は以下のとおり（順番どおりではない）。
- ドラマ（いずれも播磨が絡んだもの）
  - ♯01　トゥルー･ホリデー
  - ♯02　恋は舞い降りた
  - ミニドラマ5本

- 歌（全ての曲のオフ・ヴォーカル・バージョンも同時収録）
  - 銀河沿線’05

作詞 - コバヤツヅン / 作曲・編曲 - 大森俊之 / 歌 - 高橋広樹
- - 破天荒ロボドジビロンのテーマ

作詞 - コバヤツヅン / 作曲・編曲 - 大森俊之 / 歌 - 浪花十三
- - 海の男はよ

作詞 - コバヤツヅン / 作曲・編曲 - 大森俊之 / 歌 - 鬼哭丸少年合唱団
- その他（おまけ的な要素が多い）
  - Title Call
  - 予告（ただしこの巻がシリーズ最終巻である）
  - CM
  - スクランブル･ショック!!

### キャラクターソング
これまでに3曲発表されている。
- 君へ ～風にのせて～

作詞 - コバヤツヅン / 作曲・編曲 - 大森俊之 / 歌 - 高橋広樹
スクールランブルサウンドトラック「SOUND SCHOOL」･スクールランブル Super Twin Album ～School After～に収録（いずれもスターチャイルドより発売）
- 銀河沿線’05

作詞 - コバヤツヅン / 作曲・編曲 - 大森俊之 / 歌 - 高橋広樹
イメージミニアルバム「播磨拳児」･スクールランブル Super Twin Album「School Tea Cha！」に収録（いずれもスターチャイルドより発売）
- チャンス☆だぜ!

作詞 - 井村光明 / 作曲・編曲 - 大森俊之 / 歌 - 高橋広樹
裏スクールランブル 二学期 ～メガネの聖戦!～･スクールランブル 二学期 ボーカルベスト「矢神のど自慢」に収録（いずれもマーベラスエンターテイメントより発売）
このうち「君へ ～風にのせて～」のメロディーをアレンジしたサウンドが数種類存在し、アニメの中（主に播磨が登場している場面）でBGMとして使用されている。
男性キャラクターで自分のキャラクターソングを持っているのは播磨だけである。

## 豆知識
- 名前の由来は兵庫の地名「播磨」。
- 原作での初登場は♯02（コミックス第1巻収録）であり、アニメではこれに該当する一学期の♯01からの登場である。
- 連載開始前の試作段階においての設定では「京極誠」という名であった。
- コミックスの書き下ろし企画で播磨に関連したものに他キャラクターからの紹介（1巻）、通知表（3巻）、トレーディングカード（5巻）、アニメで播磨を演じた高橋広樹へのQ&A（14巻）、はりまけんじ絵かき歌（19巻）などがある。
- 播磨をモチーフにした小林尽書き下ろしの幻の4コマ漫画がある。元々はアニメ化の際に全国の書店で宣伝用に無料で配布されたしおりに載せるためのもので、後に「少年マガジン SG（ショートギャグ）増刊」（2005年7月28日発売）に再録されたが、どちらも期間限定であるためすでに入手困難となっている。
- アニメの通常時における歴代のオープニングとエンディングに流れる映像の全てに登場している。また、エンディングにおける声優キャスト欄では最初の列の上から3番目に表示される。ただし、欠員の都合で上にずれる場合が多々ある。また一学期の♯18のみビジュアルだけでの登場で、声は一切登場しない。
- アニメでの次回予告を行うことが全キャラクターの中で2番目に多い。一学期では3割弱ほど登場する。二学期では回数こそ減っているものの、2番目であることには変わりない。
- アニメ「スクールランブル 二学期」において、播磨は終始ひげ無しである。本作でアニメ化された部分のほとんどが、播磨のひげがなくなっていた時期だったため。
- アニメの英語版で播磨を演じたのはブランドン・ポッターである。
- 高橋広樹は播磨の恋愛模様について「播磨には浮気はしてほしくない。天満一筋なのが播磨の魅力。」と語っている（「スクラン祭りだよ、全員集合!!」より）。
- 「週刊少年マガジン」において、表紙を飾ったことが2回ある（2004年44号と2006年16号）。どちらも天満と2人での登場である。
- 小林尽が何度か出演した漫画「もう、しませんから。」では、顔出しNGな小林の代わりに播磨の顔が使用されている。